# Kazimierz Chmielewski
Kazimierz Chmielewski (ur. 3 września 1898 w Zagórzu, zm. 18 stycznia 1994 w Warszawie) – żołnierz wojny polsko-bolszewickiej, żołnierz AK, więzień łagrów, chemik, nauczyciel, pedagog, absolwent Uniwersytetu Jana Kazimierza we Lwowie.

## Życiorys
Ukończył szkołę powszechną i gimnazjum klasyczne w Stryju, zdając maturę w 1918. W latach 1918–1920 studiował na Politechnice Lwowskiej, a w latach 1921–1924 na wydziale matematyczno-przyrodniczym Uniwersytetu Jana Kazimierza we Lwowie. W 1924 ukończył studia. W międzyczasie jako ochotnik brał udział w wojnie 1920 roku. Zdemobilizowany został w 1921.
W okresie międzywojennym pracował jako nauczyciel, najpierw w Słonimie (uczył fizyki i chemii w Państwowym Seminarium Nauczycielskim). W 1929 został oddelegowany do Warszawy przez Ministerstwo Wyznań Religijnych i Oświecenia Publicznego na roczny kurs metodyczny fizyko-chemiczny. W 1930 przeniósł się do Wilna, gdzie pracował jako nauczyciel fizyki i chemii, początkowo w Seminarium Nauczycielskim im. T. Zana, a następnie po jego likwidacji w Gimnazjum i Liceum im. E. Orzeszkowej w Wilnie. Równocześnie prowadził instruktaż dla nauczycieli szkół powszechnych w centralnej Pracowni Przyrodniczej. W okresach wakacyjnych w latach 1926–1938 sprawował kierownictwo nad kursami metodycznymi dla nauczycieli w Białymstoku, Brześciu, Wilejce, Wilnie oraz dwukrotnie w Rydze na Łotwie.
W 1939 został zmobilizowany. Po wkroczeniu wojsk sowieckich na Kresy Wschodnie był internowany w Połądze. Po ucieczce z niewoli powrócił do Wilna i podjął pracę w Centralnej Pracowni Przyrodniczej. W latach 1941–1944 (okupacja hitlerowska) pracował jako konstruktor i tokarz w Pracowni Pomocy Naukowych, równoczesne uczestnicząc w tajnym nauczaniu. Był członkiem Armii Krajowej i produkował „koktajle” zapalające używane do sabotażu. W lipcu 1944, po wkroczeniu Armii Czerwonej, został zastępcą dyrektora Muzeum Pedagogicznego i równocześnie objął stanowisko nauczyciela w szkole średniej dla dorosłych. 26 grudnia 1944 został aresztowany przez NKWD i wywieziony do łagru w Dzierżyńsku, gdzie „pracował” w kopalni węgla. Do Polski – przez Wilno do Łodzi – powrócił w październiku 1945.
Od 1 listopada 1945 pracował na stanowisku starszego asystenta przy Katedrze Fizyki w Wyższej Szkole Gospodarstwa Wiejskiego w Łodzi (WSGW). Następnie był nauczycielem fizyki i chemii w liceum dla dorosłych przy WSGW, od lutego 1946 nauczycielem fizyki i chemii w IV Gimnazjum i Liceum im. E. Sczanieckiej. W 1948 został kierownikiem sekcji chemii w Wojewódzkim Ośrodku Doskonalenia Kadr Oświatowych (WODKO). W latach 1948–1955 prowadził kursy dla nauczycieli szkół średnich i podstawowych w Łodzi, Kutnie, Łowiczu. Szkolił nauczycieli na kursach centralnych i Studium Zaocznym przy Wyższej Szkole Pedagogicznej w Łodzi. Był wykładowcą dydaktyki i metodyki chemii w WSP, współpracował z Instytutem Pedagogiki. Brał udział w komisjach programowych dla szkół średnich, przewodniczył Komisji Programowej WSP. Pełnił obowiązki kierownika sekcji chemii w WODKO. Pracował równocześnie w IV Liceum Ogólnokształcącym im. E. Sczanieckiej. Recenzował liczne podręczniki do nauczania chemii w szkole średniej. Po włączeniu WSP do Uniwersytetu Łódzkiego, pracował na stanowisku zastępcy profesora w Katedrze Chemii Nieorganicznej. Prowadził wykłady i ćwiczenia z metodyki nauczania chemii dla studentów kierunku chemicznego. Współpracował z wieloma kierownikami sekcji WODKO. Jako współtwórca Olimpiady Chemicznej brał czynny udział w jej organizacji, zarówno w okręgu łódzkim, jak i w skali kraju, układając zadania teoretyczne i laboratoryjne. W latach 1953–1968 pełnił funkcję sekretarza Komitetu Okręgowego Olimpiady Chemicznej w Łodzi. W latach siedemdziesiątych, jako profesor chemii w XXI Liceum im. B. Prusa w Łodzi wychował zwycięzcę XIX Olimpiady Krajowej i laureata Olimpiady Międzynarodowej w Sofii. W tym liceum zakończył czynną pracę pedagogiczną w 1979 roku.

## Rodzina
Żonaty z nauczycielką Stefanią Kuszenin (1897–1979). Mieli dwoje dzieci: syna Zbigniewa Chmielewskiego (1926–2009), więźnia łagrów, reżysera filmowego i córkę Zofię Chmielewską-Cegiełę (ur. 1930), lekarza pediatrę.
Krewnymi Kazimierza Chmielewskiego byli: malarz Roman Harajda (1928–1996), tancerka Alina Baranowska (ur. 1936) i jej mąż fotografik Jerzy Neugebauer.

## Publikacje
- Wiadomości z przyrody martwej dla V klasy szkół powszechnych, Lwów 1937.
- Tłumaczenie z języka rosyjskiego podręczników D. Kiriuszkina: Metodyka nauczania chemii w szkole średniej i Metodyka nauczania chemii organicznej w szkole średniej, 1955.
- Artykuły w czasopiśmie "Chemia w Szkole" (1957-1969): Kształcenie świadomej dyscypliny na lekcjach chemii nr 3/1957; Na marginesie doświadczeń w związku z prawem objętościowym Gay-Lussaca nr 2/1958; Zagadnienia politechnizacji w nauczaniu chemii nr 1/1960; Wskazówki dotyczące realizacji ostatnich rozdziałów programu KL. VII i kl. IX nr 4/1963; Doświadczenie ilustrujące prawo objętościowe nr 3/1968; Wychowanie i nauczanie na lekcjach chemii nr 5/1968; Praca w kółku chemicznym– nr 2/1969; Rozwijanie praktycznych umiejętności i nawyków na lekcjach chemii w kl. VII– nr 1/1969; Kryteria oceny wiadomości uczniów nr 3/1969.

## Odznaczenia
- Krzyż Oficerski Orderu Odrodzenia Polski
- Medal Komisji Edukacji Narodowej
- Odznaka Honorowa Polskiego Towarzystwa Chemicznego
- Medal Jana Harabaszewskiego